# 臺灣市區道路
市區道路（英文譯名：Urban Road），依照《市區道路條例》明文指出，是作為台灣各直轄市、都市計劃區或人口集居區域內各道路統稱。因其定義之廣泛性，故有可能同時與公路或產業道路系統重疊。市區道路由各直轄市政府或鄉、鎮公所進行養護與管理。
市區道路一般有路名的設置，分為路、街、巷、弄等，少數地區有大道（大於路）、衖（小於弄）的層級，部分地區對市區道路有分段的設計。台灣常見的道路命名來源有本地或中國大陸地名（如龍江路、松江路）、歷史人物（如中正路、羅斯福路）、四維八德（如忠孝東路、和平東路）等等。

## 主要道路
主要道路英文名稱為Arterial road，根據交通工程規範（原交通工程手冊），主幹道被佈置為市區道路的主幹，並且應該被設計為提供最廣泛的交通服務。
雖然主幹道的設計因地區，城市而異，但它們具有許多共同的設計特徵。例如，在許多城市，路線被佈置在城區周圍（通常被稱為環線），或是分散式網格。許多城市還將幹線道路分為主要道路或次要道路。
主幹道路的寬度可以從四個車道到十個或更多，由於道路路廊的佈局和道路走向連續性，下水道，水管，管道和其他基礎設施被放置在路基下方或旁邊。例如主要道路之中央分隔島寬度被縮減，以挪出空間增設2個車道，並把路燈與交通訊號電線埋設在分隔島下方。
由於道路的高交通量特徵，以及大量的連續路口與經常發生的號誌管制，通行速度限制通常在40到70公里/小時之間，速限取決於周圍開發的使用密度。

## 快速道路
市區快速道路又稱為「都市快速道路」（英語：Urban Expressway），設計時速60~100公里。
第一條市區快速道路為台北市水源快速道路，於1980年通車。後陸續完成諸多高架道路，工程技術日漸成熟，內政部於2005年建立快速道路法規標準。
依內政部市區道路及附屬工程設計標準之快速道路：指出入口施以完全或部分管制，供穿越都市之通過性交通及都市內通過性交通之主要幹線道路。
市區快速道路，一般由所在之縣市政府養護，道路等級歸類為一般道路，近年來，因各地方政府自建快捷道路甚為積極，故快速道路分類越來越廣泛。